# بازی مرگبار
بازی مرگبار (انگلیسی: The Deadly Game) با نام اصلی ریاکار (انگلیسی: All Things to All Men) یک فیلم جنایی و دلهره‌آور بریتانیایی که در سال ۲۰۱۳ منتشر شد. از بازیگران آن می‌توان به گابریل بیرن اشاره کرد.
تصویربرداری اصلی طی هفت هفته در لندن انجام شد.